# Carlos de Habsburgo-Lorena
Carlos de Habsburgo-Lorena (nome completo: Karl Thomas Robert Maria Franziskus Georg Bahnam Habsburg-Lothringen; Starnberg, 11 de janeiro de 1961), é um político austríaco e chefe da Casa de Habsburgo-Lorena, sendo, portanto, um pretendente aos extintos tronos austro-húngaros como Carlos II. Como cidadão da República da Áustria, seu nome legal é Karl Habsburg-Lothringen.[b]
Nascido em Starnberg, na Alemanha, é filho do arquiduque Otto da Áustria e da princesa Regina de Saxe-Meiningen e neto do último imperador da Áustria, Carlos I. Foi membro do Parlamento Europeu em representação do Partido Popular Austríaco entre 1996 e 1999. Todos os títulos de nobreza, reais e imperiais foram abolidos e estão proibidos na Áustria e na Hungria, e os membros da família não os usam nesses países.

## Família
Carlos é o sexto filho, primeiro varão, do arquiduque Otto da Áustria e da princesa Regina de Saxe-Meiningen. Os seus avós paternos eram o imperador Carlos I da Áustria e a princesa Zita de Bourbon-Parma. Os seus avós maternos eram o príncipe Jorge de Saxe-Meiningen e a condessa Lara Maria of Korff Genannt Schmising-Kerssenbrock.

## Vida privada
Carlos de Habsburgo nasceu na Alemanha, sendo baptizado em Pöcking, na Baviera, como arquiduque Carlos da Áustria (Erzherzog Karl von Österreich), o nome que se pode encontrar nos registos baptismais. Na altura do seu nascimento, o seu pai não possuía nenhuma nacionalidade de facto, vivendo na Alemanha com um passaporte diplomático espanhol enquanto a sua mãe era uma cidadã alemã. Tal como o pai e irmãos, Karl esteve impedido de entrar na Áustria nos primeiros anos da sua vida.
Carlos vive em Salzburgo, na Áustria, desde 1981 na Casa Áustria, conhecida antes como Villa Swoboda.
No dia 31 de janeiro de 1993, Carlos casou-se morganaticamente com Francesca Thyssen-Bornemisza, filha única do barão Hans Heinrich Thyssen-Bornemisza, um industrial europeu, e da sua segunda esposa, Fiona Campbell Walter. O casal tem três filhos:
- Eleonore Jelena Maria del Pilar Iona (nascida a 28 de fevereiro de 1994)
- Ferdinand Zvonimir Maria Balthus Keith Michal Otto Antal Bahnam Leonhard (nascido a 21 de junho de 1997)
- Gloria Maria Bogdana Paloma Regina Fiona Gabriela (nascida a 15 de outubro de 1999)

Carlos e Francesca separaram-se em 2003 e divorciaram-se em 2017.
Em julho de 1998, um tribunal austríaco multou Karl em 180 000 schillings (14 300 euro) por ele não ter declarado imediatamente aos funcionários aduaneiros que levava uma tiara antiga na bagagem quando atravessou a fronteira da Suíça em julho de 1996. A tiara pertencia à sua esposa, que pretendia usá-la para um casamento.

## Carreira política
Karl é presidente do ramo austríaco da União Pan-Europeia desde 1986. Depois de estudar Direito durante doze anos, Karl foi apresentador de um concurso de perguntas na televisão austríaca chamado Quem é Quem que era transmitido pelo canal de televisão ORF entre 1992 e 1993.
Em outubro de 1996, é eleito para o Parlamento Europeu como representante do Partido Popular Austríaco (ÖVP). Dois anos depois descobre-se que a campanha eleitoral do ÖVP tinha recebido 30.000 euros de uma doação da World Vision sob o nome do ramo austríaco da União Pan-Europeia enquanto Carlos era o director do ramo austríaco da empresa que, aparentemente, não tinha dado conta das actividades ilícitas do seu director. Foi o pai de Carlos que o salvou da situação, afirmando que o filho estava a ser atacado injustamente, comparando o nome de "Habsburgo" à estrela amarela usada pelos judeus durante a Segunda Guerra Mundial. Apesar de tudo, o ÖVP não voltou a nomear Carlos de Habsburgo para as eleições de 1999. Em 2004 Karl entregou 37 000 euros ao ramo austríaco da World Vision.
No dia 19 de janeiro de 2002, Carlos foi nomeado director-geral da UNPO (Organização das Nações e Povos Não Representados) pela assembleia geral. Desde 7 de dezembro de 2008, é o presidente da Associação dos Comités Nacionais do Escudo Azul.

## Casa de Habsburgo-Lorena
No dia 30 de novembro de 2000, pai de Carlos entregou-lhe a posição de chefe e soberano da Ordem do Tosão de Ouro. Em 2005, perdeu um processo que tinha feito contra o Estado austríaco onde reclamava a devolução das antigas propriedades dos Habsburgo à família que tinha sido expropriada pela Primeira República, devolvida em parte pelo regime do austrofascismo e finalmente retirada na sua totalidade pelos nazis. A tentativa da família em recuperar os seus bens falhou porque a expropriação dos Habsburgos é um ponto da constituição austríaca.
No dia 1 de janeiro de 2007, o seu pai abdicou do seu estatuto como chefe da Casa de Habsburgo, uma posição que passou imediatamente para Carlos.
O nome completo de Carlos em documentos oficiais é Karl Thomas Robert Maria Franziskus Georg Bahnam Habsburg-Lothringen. Todos os títulos nobres, reais ou imperiais são ilegais na Áustria e na Hungria e a família não os usa nestes países.[c]

## Carreira de negócios
Karl von Habsburg é um dos três co-fundadores da BG Privatinvest, uma empresa de investimento sediada em Viena. Em dezembro de 2010, a empresa comprou os dois jornais mais importantes da Bulgária, o Dneven Trud e o 24 Chasa. No entanto, depois de vários conflitos com os sócios búlgaros, a BG Privatinvest vendeu os jornais em abril de 2011.